# Histon H4
Histoni su skupina proteina koja pruža strukturnu potporu kromosomima u eukariotskim stanicama te ima utjecaj na regulaciju genske ekspresije. Histoni se dijele na jezgrene histone: H2A, H2B, H3 i H4 i histon linker - H1.

## Struktura histona H4
Struktura histona H4 sastoji se od glavne domene odnosno histonskog nabora čija je potpuna i točna struktura poznata i duge N-terminalne domene koja i dalje nije potvrđena u cijelosti. Histon H4 sačinjen je slijedom od 103 aminokiselina u ljudi i za razliku od drugih jezgrenih histona nema nealelnih izoformi odnosno varijanti histona.

### N-terminalna domena
Najaktivnije mjesto histona H4 je N-terminalna domena koja je vrlo fleksibilna i sadrži specifične regije koje su ključne za regulaciju gena post-translacijskim modifikacijama kao što su acetilacija, metilacija, fosforilacija i ubikvitinacija. N-terminalna domena bogata je pozitivnim amino kiselinama lizinom i argininom koje se mogu acetilirati i metilirati rezultirajući aktiviranjem ili potiskivanjem transkripcije, ovisno o specifičnoj aminokiselini i podražaju. Acetilacija se detektira na pozicijama lizina pet, osam, dvanaest i šesnaest, metilacija pomoću arginina na poziciji tri, a fosforilacija se javlja na serinu na poziciji jedan. Većina metilacije histona H4 detektira se na N-terminalnoj domeni na lizinu na poziciji dvadeset.

### Domena histonskog nabora
Važna je za formiranje histonskog oktamera i omatanje DNK oko jezgre nukleosoma. Ova se domena sastoji od tri α-heliksa povezana dvjema petljama koje su ključne za dimerizaciju H3-H4 histona tvoreći tako motiv rukovanja i konformaciju za vezanje s molekulom DNK. Nuklesomski oktamer čine dva dimera H3-H4 i dva dimera H2A-H2B.

### Domene vezanja za molekulu DNK
Najbitnija funkcija proteina H4 zamotavanje je i očuvanje strukture molekule DNK. Dva mehanizma koja ovo omogućuju su: regije argininskih ostataka koje izravno stupaju u interakciju s manjim žlijebom DNK, pomažući u stabilizaciji kompleksa DNK-histona. Sljedeću interakciju čine pozitivno nabijeni ostaci u N-terminalnom repu histona H4 koji stupaju u interakciju s negativno nabijenom fosfatnom okosnicom DNK kroz kombinacije elektrostatskih interakcija i vodikovih veza time savijajući DNK oko oktamera histona.

### C-terminalna domena
C-terminalna domena manje je proučavana, ali igra značajnu ulogu u strukturi, zbog svoje fleksibilnosti, te sudjeluje u regulaciji gena nukleosoma.

## Lokacija histona H4 u stanici
Histon H4 protein je koji se nalazi u jezri stanice, u nukleosomu. Njegova sinteza započinje u citoplazmi stanice, a potom u jezgru stanice ulazi u obliku monomera. Kako bi ušao u jezgru stanice, potrebno je da prvo stupi u interakciju sa Importinom 5 pomoću nuklearnih lokacijskih signala (NLS) prisutnih na samom histonu H4. Nakon spajanja sa Importinom 5, nastaje kompleks histon H4 - Importin 5, kojeg potom prepoznaje kompleks nuklearnih pora (NPC) te u energetski ovisnim transportu uvodi kompleks u samu jezgru stanice. Slijedno tome,  GTPaza Ran veže Importin 5, čime dolazi do konformacijskih promjena na samom proteinu što rezultira otpuštanjem histona H4. Potom, H4 stupa u interakcije sa histonskim šaperonima poput NASP i kompleksom HAT1-RBBP7 koji pomažu u pravilnom smatanju proteina.

## Funkcija histona H4
Histon H4 protein je uključen u regulaciju mnogoborojnih metaboličkih procesa DNK poput replikacije, rekombinacije( homologne rekombinacije), transkripcije i popravka oštećenja na DNK. Njegova glavna zadaća je očuvanje strukture kromatina kao i održavanje stabilnosti genoma te regulacija genske ekspresije koje postiže interakcijama sa brojnim proteinima. Stoga, modifikacije na histonima utječu na same interakcije između histona H4 i DNK, a time posljedično i na vezanje regulatornih proteina (pr. Transkripcijskih faktora) na samu DNK. Također, uključen je i u imonološki odgovor stanice. 

## Interakcija histona H4 sa drugim proteinima
Obzirom da histon H4 igra ključnu ulogu u održavanju stabilnosti samog genoma, njegova interakcija sa drugim proteinima te dinamička regulacija post translacijskih modifikacija samog proteina od velikog su značaja. Kako bi to mogao uspješno odrađivati, potrebna je interakcija sa raznim skupinama proteina, kao što su histonski šaperoni, modulatori kromatina, enzimi posttranslacijskih modifikacija, poput metiltransferaza i acetiltransferaza, transkripcijski regulatori, strukturni proteini, proteini odgovora na DNK oštećenja. 

## Povezanost histona H4 sa bolestima
Histon H4 povezan je sa nastankom tumora i razvojnih poremećaja poput zastoja u rastu i mikrocefalije. Također, uključen je i u Alzheimerovu bolest.
Mikroglija u središnjem živčanom sustavu bolesnika s Alzheimerovom bolesti prelazi s oksidativne fosforilacije na aerobnu glikolizu zbog prisutnosti beta-amiloidnih plakova. Ova promjena uzrokuje nakupljanje metabolita, kao što je laktat, što povećava laktilaciju histona H4. Ova modifikacija histona aktivira transkripciju nekoliko gena važnih za glikolizu.  Još jedan protein pridonosi pozitivnoj povratnoj spregi, a to je protein PKM2 ili piruvat kinaza M2 koji je prekomjerno izražen u Alzheimerovoj bolesti i u nekim stanicama raka. Ova pozitivna povratna sprega mogla bi biti potencijalna terapijska meta za Alzheimerovu bolest.
Također, amiloidni prekursorski protein smanjuje acetilaciju histona H4. Bez acetilacije histona H4 ne dolazi do transkripcije neposredno ranih gena važnih za sinaptičku plastičnost.